# Феодор Вальсамон

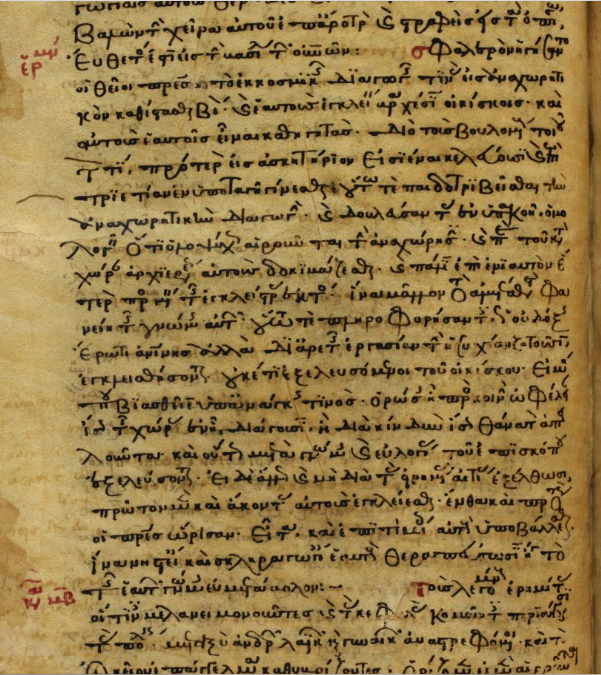
Рукопис 13 століття. Збірник канонів Православної церкви з тлумаченнями Івана Зонары і Феодора Вальсамона

Феодор Вальсамон (або Феодор IV) (грец. Θεόδωρος Βαλσαμῶν; бл. 1140 — після 1199) — візантійський каноніст, патріарх Антіохійський (1193-1199).

## Біографія
Феодор Вальсамон народився в Константинополі. При імператорах Мануїлі I Комніні та Ісааці II Ангелі в сані диякона обіймав важливі посади в Константинопольській церкві. В 1193 році був зведений на антіохійську патріаршу кафедру, але продовжував жити в Константинополі, будучи лише номінальним патріархом, так як антіохійський патріархат перебував у той час у владі хрестоносців.
За дорученням імператора Мануїла і Константинопольського патріарха Михайла III Вальсамон написав «Пояснення священних і божественних правил Святих і Всехвальних Апостолів і священних соборів Вселенських і помісних або приватних та інших святих отців» (або Схолія (грец. Σχόλια) на Номоканон Фотія). Причиною для цієї роботи послужили труднощі, що зустрілися в церковній практиці внаслідок застарілості деяких законів, включених в Номоканон Фотія, але втратили практичне значення і не увійшли в пізніший законодавчий збірник — Базиліки. Вальсамону було доручено розглянути священні канони, вияснити і представити неясне в них і удаване незгодним з законами.
Першу частину його роботи займає тлумачення на Номоканон патріарха Фотія (присвячено більше погодженням різних світських законів, ніж церковними правилами), друга частина присвячена тлумаченню безпосередньо церковних правил. В основу своєї роботи Вальсамон поклав думка, що неприйняття тієї чи іншої норми Кодексу Юстініана у Базиліках повинно тлумачитися як скасування цього закону. З приводу кожного юстиниановского закону, який увійшов в Номоканон, він робить зауваження, прийняти цей закон в Базиліки і в яку саме їх частину. Якщо ж закон не знаходиться в Базиліках, то Вальсамон майже завжди помічає, що він втратив силу чинного права. Однак такі свідоцтва Вальсамона щодо відсутності у Базиліках того чи іншого положення з Кодексу Юстиніана не завжди є безпомилковими (це пов'язано з тим, що він користувався лише списками, що були у його розпорядженні, але збереглися рукописи Базилік, у яких вміщено деякі тексти з Кодексу Юстиніана, які, на думку Вальсамона, були опущені в Базиліках).
В роботі Вальсамона є протиріччя — іноді він зазначає, що закон із Номоканону відсутній в Базиліках, а потім вказує місце, де знаходиться в них цей самий закон. Також він хоча і приводить думку про перевагу церковних канонів над законами (за першими він визнає авторитет імператорів і святих отців і прирівнює цей авторитет до Святого Письма), але при цьому в окремих місцях своїх тлумачень віддає перевагу світським законам перед церковними канонами.
Коментарі Вальсамона світських законів є оригінальною роботою, він не користуватися працями якихось попередніх каноністів. Проте в коментуванні церковних канонів він дотримується свого попередника Івана Зонари і часом дослівно відтворює його тлумачення, іноді лише доповнює і виправляє їх. Головною особливістю коментаря Вальсамона до церковних канонів, порівняно з роботою Зонари, є те, що Вальсамон при вказівці розходжень між церковною практикою його часу і практикою періоду Вселенських соборів широко користувався імператорськими законами і постановами патріаршого синоду.

## Твори
- Схолія на Номоканон Фотія